# Gavignano, Haute-Corse
Gavignano är en kommun i departementet Haute-Corse på ön Korsika i Frankrike. Kommunen ligger i kantonen Castifao-Morosaglia som tillhör arrondissementet Corte. År 2022 hade Gavignano 60 invånare.

## Befolkningsutveckling
Antalet invånare i kommunen Gavignano
Referens:INSEE